# Ronny Weemaes
Ronald Weemaes (31 augustus 1955 – 2 augustus 2018) was een Belgische schaker. Hij was een internationaal meester (FIDE).
Hij won volgende nationale kampioenstitels:
1969 - cadetten (Bredene)
1971 - scholieren (Sint-Niklaas)
1972 - juniors (Menen)
1975 - juniors snelschaken (Anderlecht)
1974 tot 1983 - seniors snelschaken (alle zes georganiseerde toernooien)
1977 - Seniors (Oostende)
1981 - Seniors (Sint-Niklaas, ex aequo met Richard Meulders)

Hij won ook de nationale titel probleemoplossen (Schilde) en tweemaal de nationale titel doorgeefschaak (samen met Eddy Vanderbeken).
Weemaes heeft met afwisselend succes in verscheidene Schaakolympiades gespeeld. In Thessaloniki 1988 behaalde hij een individuele bronzen medaille.
In 2004 speelde hij in Le Tourquet Internationaal in Frankrijk dat gewonnen werd door de Rus Oleg Kornejev met zeven punten. Weemaes eindigde met zes punten op de twaalfde plaats.
Hij behaalde zijn internationale meestertitel door drie normen te behalen in de volgende drie toernooien:
Dubai 1986 (olympiade), Open toernooi van Luik 1987, Thessaloniki 1988.
In januari 2011 kreeg hij een hersenbloeding. Zeven jaar later overleed hij aan de gevolgen hiervan.

## Openingen
Weemaes speelde met wit de volgende openingen:
| naam             | winst | verlies | remise | w.p. |
| ---------------- | ----- | ------- | ------ | ---- |
| Siciliaans       | 15    | 7       | 20     | 59   |
| Damepion         | 8     | 4       | 12     | 58   |
| Frans            | 8     | 1       | 8      | 70   |
| Spaans           | 7     | 3       | 5      | 63   |
| Aljechin         | 4     | 2       | 2      | 62   |
| Caro Kann        | 2     | 2       | 2      | 50   |
| Pirc-verdediging | 1     | 2       | 3      | 41   |
| Réti             | 1     | 2       | 2      | 40   |
| anders           | 62    | 37      | 37     | 59   |

Weemaes speelde met zwart de volgende openingen:
| naam              | winst | verlies | remise | w.p. |
| ----------------- | ----- | ------- | ------ | ---- |
| Siciliaans        | 19    | 10      | 19     | 59   |
| Ben-Oni           | 8     | 8       | 8      | 50   |
| Engels            | 4     | 1       | 3      | 68   |
| Pirc-verdediging  | 0     | 1       | 5      | 41   |
| Oud Indisch       | 0     | 2       | 3      | 30   |
| Damepion          | 3     | 0       | 2      | 80   |
| Spaans            | 1     | 1       | 2      | 50   |
| Koningsfianchetto | 1     | 2       | 1      | 37   |
| anders            | 12    | 8       | 9      | 58   |